# Същински сцинк
Същинските сцинкове (Scincus scincus), наричани също обикновени сцинкове, аптечни сцинкове и сцинкове пясъчна риба, са вид влечуги от семейство Сцинкови (Scincidae).
Разпространени са в пустинните и полупустинни области на Северна Африка и Югозападна Азия. Достигат 20 сантиметра дължина на тялото с опашката. Хранят се главно с насекоми.